# تيم برو
تيم برو (بالإنجليزية: Tim Breaux)‏ مواليد 19 سبتمبر 1970 في باتون روج، هو لاعب كرة سلة أمريكي سابق. بدأ مسيرته الاحترافية في سنة 1992. يبلغ طوله 6 قدم 7 بوصة (2.0 م). اعتزل اللعب في 2004. فاز بلقب دوري إن بي إيه.

## المسيرة الاحترافية
لعب مع فالنسيا باسكت في الدوري الإسباني في موسم 1993–1994، ثم لعب مع هيوستن روكتس من سنة 1994 إلى 1996، ثم لعب مع ميلووكي باكز في موسم 1997–98 ، ثم لعب مع نادي قصرش لكرة السلة في الدوري الإسباني في سنة 1998، ثم لعب مع غلطة سراي لكرة السلة في الدوري التركي في موسم 1998–1999.

## روابط خارجية
- تيم برو على موقع إن بي أي (الإنجليزية)
- تيم برو على موقع سبورتس رفرنس (الإنجليزية)
- تيم برو على موقع الدوري الإسباني لكرة السلة (الإسبانية)
- تيم برو على موقع كرة السلة الأوروبية.كوم (الإنجليزية)
- تيم برو على موقع كلية كرة السلة في سبورتس رفرنس.كوم (الإنجليزية)
- تيم برو على موقع ريلجم (الإنجليزية)
- تيم برو على موقع بروبوليرز (الإنجليزية)
- تيم برو على موقع سبورتس رفرنس (الإنجليزية)